# Circonscription électorale de La Rioja
Ne doit pas être confondu avec Circonscription autonomique de La Rioja.
La circonscription électorale de La Rioja est l'une des cinquante-deux circonscriptions électorales espagnoles utilisées comme divisions électorales pour les élections générales espagnoles.
Elle correspond géographiquement à La Rioja.

## Historique
Elle est instaurée en 1977 par la loi pour la réforme politique puis confirmée avec la promulgation de la Constitution espagnole qui précise à l'article 68 alinéa 2 que chaque province constitue une circonscription électorale.

## Congrès des députés

### Synthèse
|             |       | 1977 | 1979 | 1982 | 1986 | 1989 | 1993 | 1996 | 2000 | 2004 | 2008 | 2011 | 2015 | 2016 | 04/19 | 11/19 | 2023 |
| ----------- | ----- | ---- | ---- | ---- | ---- | ---- | ---- | ---- | ---- | ---- | ---- | ---- | ---- | ---- | ----- | ----- | ---- |
| UCD         |       | 2    | 3    |      |      |      |      |      |      |      |      |      |      |      |       |       |      |
| AP & alliés |       | 1    |      | 2    | 2    |      |      |      |      |      |      |      |      |      |       |       |      |
| PSOE        |       | 1    | 1    | 2    | 2    | 2    | 2    | 2    | 1    | 2    | 2    | 1    | 1    | 1    | 2     | 2     | 2    |
| PP          |       |      |      |      |      | 2    | 2    | 2    | 3    | 2    | 2    | 3    | 2    | 2    | 1     | 2     | 2    |
| Podemos     |       |      |      |      |      |      |      |      |      |      |      |      | 1    | 1    |       |       |      |
| Cs          |       |      |      |      |      |      |      |      |      |      |      |      |      |      | 1     |       |      |
|             |       |      |      |      |      |      |      |      |      |      |      |      |      |      |       |       |      |
| Total       | Total | 4    | 4    | 4    | 4    | 4    | 4    | 4    | 4    | 4    | 4    | 4    | 4    | 4    | 4     | 4     | 4    |

### 1977
| Parti | Parti | Députés                                           |
| ----- | ----- | ------------------------------------------------- |
| UCD   |       | José María Gil-Albert Velarde, Luis Apostúa Palos |
| PSOE  |       | Javier Luis Sáenz de Cosculluela                  |
| AP    |       | Álvaro de Lapuerta Quintero                       |

### 1979
| Parti | Parti | Députés                                                                                  |
| ----- | ----- | ---------------------------------------------------------------------------------------- |
| UCD   |       | José Antonio Escartín Ipiens, José María Gil-Albert Velarde, Luis Javier Rodríguez Moroy |
| PSOE  |       | Javier Luis Sáenz de Cosculluela                                                         |

- José María Gil-Albert Velarde est remplacé en novembre 1980 par Ángel Luis Jaime Baró.

### 1982
| Parti  | Parti | Députés                                                  |
| ------ | ----- | -------------------------------------------------------- |
| AP-PDP |       | Isaías Monforte Francia, Álvaro de Lapuerta              |
| PSOE   |       | Ángel Martínez Sanjuán, Javier Luis Sáenz de Cosculluela |

### 1986
| Parti | Parti | Députés                                                  |
| ----- | ----- | -------------------------------------------------------- |
| CP    |       | Neftalí Isasi Gómez, Pilar Salarrullana de Verda         |
| PSOE  |       | Ángel Martínez Sanjuán, Javier Luis Sáenz de Cosculluela |

### 1989
| Parti | Parti | Députés                                                  |
| ----- | ----- | -------------------------------------------------------- |
| PP    |       | Neftalí Isasi Gómez, Luis Ángel Alegre Galilea           |
| PSOE  |       | Ángel Martínez Sanjuán, Javier Luis Sáenz de Cosculluela |

### 1993
| Parti | Parti | Députés                                                  |
| ----- | ----- | -------------------------------------------------------- |
| PP    |       | Neftalí Isasi Gómez, Luis Ángel Alegre Galilea           |
| PSOE  |       | Ángel Martínez Sanjuán, Javier Luis Sáenz de Cosculluela |

- Luis Ángel Alegre Galilea est remplacé en juin 1995 par José Ramón Fernández Ibáñez.

### 1996
| Parti | Parti | Députés                                       |
| ----- | ----- | --------------------------------------------- |
| PP    |       | Neftalí Isasi Gómez, Pedro Soto García        |
| PSOE  |       | Ángel Martínez Sanjuán, Ana Isabel Leiva Díez |

### 2000
| Parti | Parti | Députés                                                                 |
| ----- | ----- | ----------------------------------------------------------------------- |
| PP    |       | José Luis Bermejo Fernández, Neftalí Isasi Gómez, Paloma Corres Vaquero |
| PSOE  |       | Ángel Martínez Sanjuán                                                  |

### 2004
| Parti | Parti | Députés                                                |
| ----- | ----- | ------------------------------------------------------ |
| PP    |       | José Luis Bermejo Fernández, José Félix Vadillo Arnáez |
| PSOE  |       | Remedios Elías Cordón, Ángel Martínez Sanjuán          |

### 2008
| Parti | Parti | Députés                                              |
| ----- | ----- | ---------------------------------------------------- |
| PP    |       | Juan Antonio Gómez Trinidad, Concepción Bravo Ibáñez |
| PSOE  |       | César Luena, Remedios Elías Cordón                   |

### 2011
| Parti | Parti | Députés                                                                     |
| ----- | ----- | --------------------------------------------------------------------------- |
| PP    |       | Conrado Escobar Las Heras, Concepción Bravo Ibáñez, Juan Antonio Abad Pérez |
| PSOE  |       | César Luena                                                                 |

- Conrado Escobar (PP) est remplacé en juillet 2015 par María del Carmen Duque Palacios.

### 2015
| Parti   | Parti | Députés                                      |
| ------- | ----- | -------------------------------------------- |
| PP      |       | Emilio del Río Sanz, Concepción Bravo Ibáñez |
| PSOE    |       | César Luena                                  |
| Podemos |       | Sara Carreño Valero                          |

### 2016
| Parti   | Parti | Députés                                   |
| ------- | ----- | ----------------------------------------- |
| PP      |       | Emilio del Río Sanz, Mar Cotelo Balmaseda |
| PSOE    |       | César Luena                               |
| Podemos |       | Sara Carreño Valero                       |

### Avril 2019
| Parti | Parti | Députés                                     |
| ----- | ----- | ------------------------------------------- |
| PSOE  |       | María Marrodán Funes, Juan Cuatrecasas Asua |
| PP    |       | Cuca Gamarra                                |
| Cs    |       | María Luisa Alonso García                   |

### Novembre 2019
| Parti | Parti | Députés                                     |
| ----- | ----- | ------------------------------------------- |
| PSOE  |       | María Marrodán Funes, Juan Cuatrecasas Asua |
| PP    |       | Cuca Gamarra, Javier Merino Martínez        |

- María Marrodán (PSOE) est remplacée en février 2020 par Raquel Pedraja Sáinz.

### 2023
| Parti | Parti | Députés                                |
| ----- | ----- | -------------------------------------- |
| PP    |       | Cuca Gamarra, Javier Merino Martínez   |
| PSOE  |       | Elisa Garrido Jiménez, Raúl Díaz Marín |

## Sénat

### Synthèse
|             |       | 1977 | 1979 | 1982 | 1986 | 1989 | 1993 | 1996 | 2000 | 2004 | 2008 | 2011 | 2015 | 2016 | 04/19 | 11/19 | 2023 |
| ----------- | ----- | ---- | ---- | ---- | ---- | ---- | ---- | ---- | ---- | ---- | ---- | ---- | ---- | ---- | ----- | ----- | ---- |
| UCD         |       | 3    | 3    |      |      |      |      |      |      |      |      |      |      |      |       |       |      |
| AP & alliés |       |      |      | 1    | 1    |      |      |      |      |      |      |      |      |      |       |       |      |
| PSOE        |       | 1    | 1    | 3    | 3    | 1    | 1    | 1    | 1    | 1    | 1    | 1    | 1    | 1    | 3     | 2     | 1    |
| PP          |       |      |      |      |      | 3    | 3    | 3    | 3    | 3    | 3    | 3    | 3    | 3    | 1     | 2     | 3    |
|             |       |      |      |      |      |      |      |      |      |      |      |      |      |      |       |       |      |
| Total       | Total | 4    | 4    | 4    | 4    | 4    | 4    | 4    | 4    | 4    | 4    | 4    | 4    | 4    | 4     | 4     | 4    |

### 1977
| Parti | Parti | Sénateurs                                                                                         |
| ----- | ----- | ------------------------------------------------------------------------------------------------- |
| UCD   |       | Domingo de Guzmán Álvarez Ruiz de Viñaspre, Carmelo Fernández Herrero, Aurelio Ibarrondo Fraguela |
| PSOE  |       | Félix Palomo Saavedra                                                                             |

### 1979
| Parti | Parti | Sénateurs                                                                                                |
| ----- | ----- | --- |
| UCD   |       | Domingo de Guzmán Álvarez Ruiz de Viñaspre, Carmelo Fernández Herrero, María Pilar Salarrullana de Verda |
| PSOE  |       | Félix Palomo Saavedra                                                                                    |

### 1982
| Parti  | Parti | Sénateurs                                                                  |
| ------ | ----- | -------------------------------------------------------------------------- |
| PSOE   |       | Ignacio Díez González, Carmelo Fernández Herrero, José María de Miguel Gil |
| AP-PDP |       | Domingo de Guzmán Álvarez Ruiz de Viñaspre                                 |

### 1986
| Parti | Parti | Sénateurs                                                                     |
| ----- | ----- | ----------------------------------------------------------------------------- |
| PSOE  |       | Ignacio Díez González, Juan José Garnica Díez, María del Carmen Valle de Juan |
| CP    |       | Domingo de Guzmán Álvarez Ruiz de Viñaspre                                    |

### 1989
| Parti | Parti | Sénateurs                                                                                            |
| ----- | ----- | --- |
| PP    |       | Domingo de Guzmán Álvarez Ruiz de Viñaspre, José Ignacio Ceniceros, María Isabel San Baldomero Ochoa |
| PSOE  |       | Ignacio Díez González                                                                                |

### 1993
| Parti | Parti | Sénateurs                                                                                |
| ----- | ----- | ---------------------------------------------------------------------------------------- |
| PP    |       | Joaquín Espert Pérez-Caballero, Tomás López San Miguel, María Isabel San Baldomero Ochoa |
| PSOE  |       | Ignacio Díez González                                                                    |

### 1996
| Parti | Parti | Sénateurs                                                                                |
| ----- | ----- | ---------------------------------------------------------------------------------------- |
| PP    |       | Tomás López San Miguel, Joaquín Espert Pérez-Caballero, María Isabel San Baldomero Ochoa |
| PSOE  |       | Ignacio Díez González                                                                    |

- Tomás López San Miguel est remplacé en mai 1996 par Ramón Galán Cazallas.

### 2000
| Parti | Parti | Sénateurs                                                                |
| ----- | ----- | ------------------------------------------------------------------------ |
| PP    |       | Emilio del Río Sanz, María Isabel San Baldomero Ochoa, Pedro Soto García |
| PSOE  |       | José Ignacio Pérez Sáenz                                                 |

### 2004
| Parti | Parti | Sénateurs                                                                              |
| ----- | ----- | -------------------------------------------------------------------------------------- |
| PP    |       | Paloma Corres Vaquero, Coloma Francisca Mendiola Olarte, Francisco Javier Pagola Sáenz |
| PSOE  |       | José Ignacio Pérez Sáenz                                                               |

### 2008
| Parti | Parti | Sénateurs                                                                                    |
| ----- | ----- | -------------------------------------------------------------------------------------------- |
| PP    |       | José Luis Bermejo Fernández, Coloma Francisca Mendiola Olarte, Francisco Javier Pagola Sáenz |
| PSOE  |       | José Ignacio Pérez Sáenz                                                                     |

### 2011
| Parti | Parti | Sénateurs                                                                                 |
| ----- | ----- | ----------------------------------------------------------------------------------------- |
| PP    |       | Alberto Bretón Rodríguez, Coloma Francisca Mendiola Olarte, Francisco Javier Pagola Sáenz |
| PSOE  |       | Juan Francisco Martínez-Aldama                                                            |

- Alberto Bretón (PP) est remplacé en décembre 2011 par Daniel Osés Ramírez.

### 2015
| Parti | Parti | Sénateurs                                                                               |
| ----- | ----- | --------------------------------------------------------------------------------------- |
| PP    |       | José Luis Pérez Pastor, Coloma Francisca Mendiola Olarte, María Teresa Antoñanzas Garro |
| PSOE  |       | Juan Francisco Martínez-Aldama                                                          |

### 2016
| Parti | Parti | Sénateurs                                                                               |
| ----- | ----- | --------------------------------------------------------------------------------------- |
| PP    |       | José Luis Pérez Pastor, Coloma Francisca Mendiola Olarte, María Teresa Antoñanzas Garro |
| PSOE  |       | Juan Francisco Martínez-Aldama                                                          |

### Avril 2019
| Parti | Parti | Sénateurs                                                                                    |
| ----- | ----- | -------------------------------------------------------------------------------------------- |
| PSOE  |       | María Victoria de Pablo Dávila, Pedro Antonio Montalvo Íñigo, María del Carmen Arana Álvarez |
| PP    |       | Ana Lourdes González García                                                                  |

### Novembre 2019
| Parti | Parti | Sénateurs                                                    |
| ----- | ----- | ------------------------------------------------------------ |
| PP    |       | Ana Lourdes González García, Carlos Yécora Roca              |
| PSOE  |       | María Victoria de Pablo Dávila, Pedro Antonio Montalvo Íñigo |

### 2023
| Parti | Parti | Sénateurs                                                                          |
| ----- | ----- | ---------------------------------------------------------------------------------- |
| PP    |       | Luis Martínez-Portillo Subero, Carlos Yécora Roca, María del Mar San Martín Ibarra |
| PSOE  |       | Concha Andreu                                                                      |